# Mucuchíes

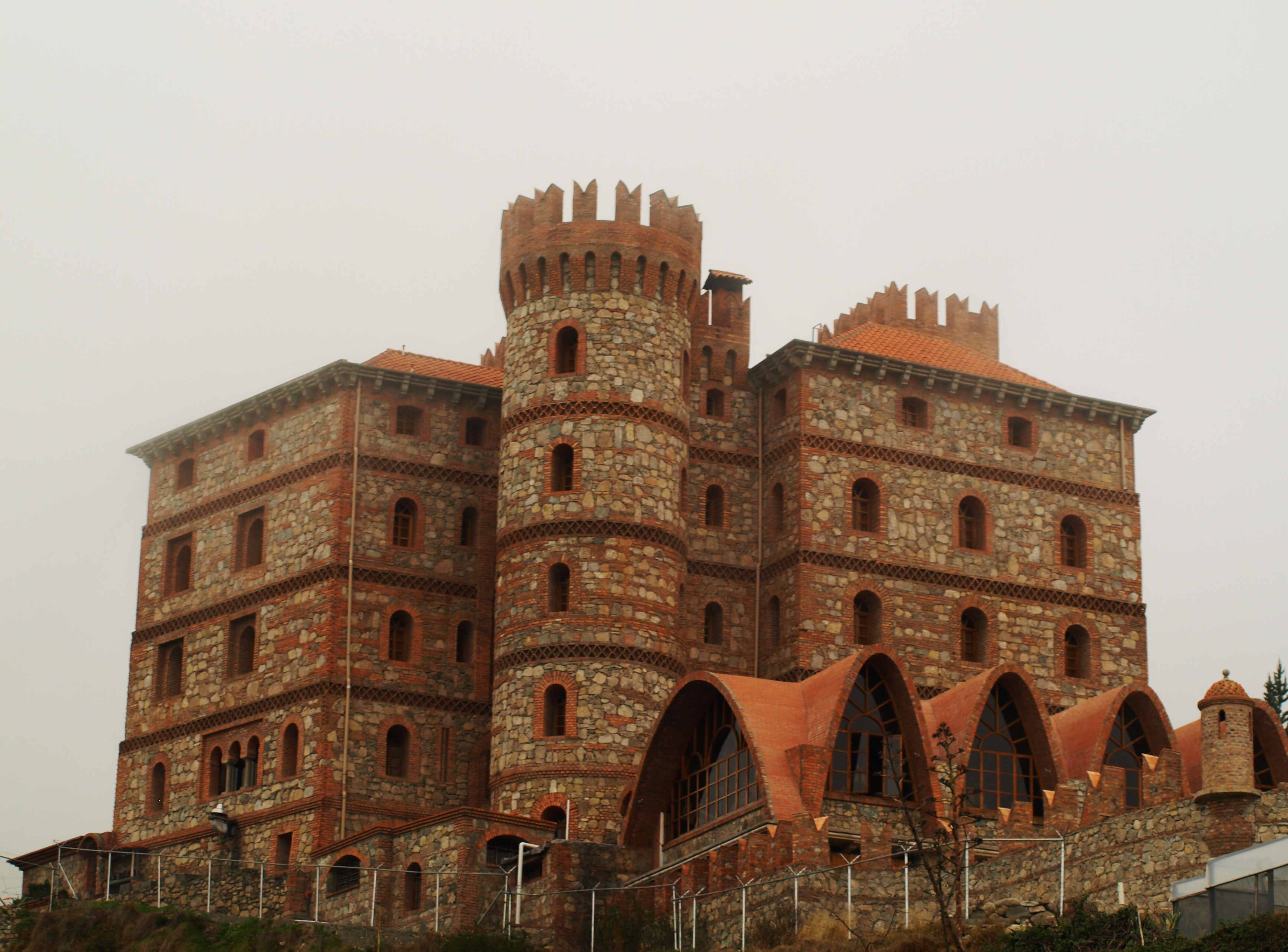
Castillo de Mucuchíes.

Mucuchíes es una ciudad venezolana, ubicada en el Municipio Rangel del Estado Mérida. Situado a 8°45' de latitud Norte y a 70°55' de longitud oeste, se encuentra a una altitud de 2.983 m s. n. m., siendo uno de los pueblos a mayor altura de Venezuela, de hecho es catalogado como el pueblo a mayor altitud en Venezuela, después de San Rafael de Mucuchíes (3080) y Apartaderos (3500).
Sus fiestas patronales son celebradas durante el mes de diciembre, siendo sus Santos patronos Santa Lucía y San Benito de Palermo, estas fiestas son caracterizadas por el gran colorido y contenido folklórico.

## Toponimia
Su nombre completo es Santa Lucía de Mucuchíes. Mucu, "lugar, sitio" y Chía, la diosa luna. Los españoles llamaron así al pueblo por los indios que allí habitaban. El nombre MuchuChies es precolombino; "chíes" se traduce como "deidades", no como dioses.

## Clima
El clima de Mucuchíes es Clima oceánico templado de alta montaña su mayor parte del año se clasifica como cálido y templado. Mucuchies es una ciudad con precipitaciones significativas. Este clima es considerado Cfb según la clasificación climática de Köppen-Geiger. La temperatura media anual en Mucuchies se encuentra a 11.6 °C. La precipitación media aproximada es de 823 mm. Durante casi todo el año es frío y nublado sus temperaturas suelen variar al transcurrir el año. Dependiendo su época del año el clima varía de fresco, cálido o templado. La estación seca comienza desde mediados de noviembre hasta febrero, con un clima caluroso por día y muy seco para algunas personas es descrito como el verano por sus habitantes, por otra parte sus noches son frías con temperaturas de hasta 0 °C las cuales causan heladas por las noches y madrugadas. La estación lluviosa comienza desde mediados de marzo hasta octubre, el clima es frío y nublado la mayor parte del tiempo, la sensación térmica cambia considerablemente ya no ocurren heladas por las noches y del mismo modo comienzan las lluvias y la primavera, en el mes de junio, julio, agosto, y septiembre son los meses de mayor precipitaciones y nevadas en sus montañas. En la zona de Apartaderos el clima es más frío debido a la mayor altitud, la temperatura máxima puede ser de 16 °C y la mínima de hasta 4 °C. Diciembre, enero y febrero son los meses más fríos donde la máxima no supera los 15 °C y la mínima puede ser de hasta -2 °C.
| Parámetros climáticos promedio de Mucuchíes. | Parámetros climáticos promedio de Mucuchíes. | Parámetros climáticos promedio de Mucuchíes. | Parámetros climáticos promedio de Mucuchíes. | Parámetros climáticos promedio de Mucuchíes. | Parámetros climáticos promedio de Mucuchíes. | Parámetros climáticos promedio de Mucuchíes. | Parámetros climáticos promedio de Mucuchíes. | Parámetros climáticos promedio de Mucuchíes. | Parámetros climáticos promedio de Mucuchíes. | Parámetros climáticos promedio de Mucuchíes. | Parámetros climáticos promedio de Mucuchíes. | Parámetros climáticos promedio de Mucuchíes. | Parámetros climáticos promedio de Mucuchíes. |
| Mes                                          | Ene.                                         | Feb.                                         | Mar.                                         | Abr.                                         | May.                                         | Jun.                                         | Jul.                                         | Ago.                                         | Sep.                                         | Oct.                                         | Nov.                                         | Dic.                                         | Anual                                        |
| -------------------------------------------- | -------------------------------------------- | -------------------------------------------- | -------------------------------------------- | -------------------------------------------- | -------------------------------------------- | -------------------------------------------- | -------------------------------------------- | -------------------------------------------- | -------------------------------------------- | -------------------------------------------- | -------------------------------------------- | -------------------------------------------- | -------------------------------------------- |
| Temp. máx. abs. (°C)                         | 19.4                                         | 19.6                                         | 20.2                                         | 20                                           | 18.4                                         | 19                                           | 17.2                                         | 18.6                                         | 17                                           | 17.6                                         | 18.6                                         | 19                                           | 20.2                                         |
| Temp. máx. media (°C)                        | 17.4                                         | 18.3                                         | 18.5                                         | 18.2                                         | 16.6                                         | 15.6                                         | 15.7                                         | 15.7                                         | 16                                           | 16.6                                         | 15.7                                         | 16.8                                         | 16.8                                         |
| Temp. media (°C)                             | 10.4                                         | 9.9                                          | 10.5                                         | 11.2                                         | 10.8                                         | 10.4                                         | 10.2                                         | 10.4                                         | 10.8                                         | 10.6                                         | 10.7                                         | 10                                           | 10.5                                         |
| Temp. mín. media (°C)                        | 1.1                                          | 3.3                                          | 5.2                                          | 5                                            | 6                                            | 6.4                                          | 5.6                                          | 6.2                                          | 5.7                                          | 5.9                                          | 5.7                                          | 3.9                                          | 5                                            |
| Temp. mín. abs. (°C)                         | 0.2                                          | 2                                            | 2.2                                          | 2.6                                          | 5.4                                          | 4.6                                          | 4.4                                          | 4                                            | 4.4                                          | 4                                            | 4                                            | 1.6                                          | 0.2                                          |
| Lluvias (mm)                                 | 2.2                                          | 0                                            | 47.3                                         | 52.2                                         | 50.8                                         | 80.3                                         | 76.2                                         | 91.5                                         | 114.1                                        | 45.4                                         | 25.7                                         | 0                                            | 585.7                                        |
| Fuente: inameh.com                           |                                              |                                              |                                              |                                              |                                              |                                              |                                              |                                              |                                              |                                              |                                              |                                              |                                              |

## Historia

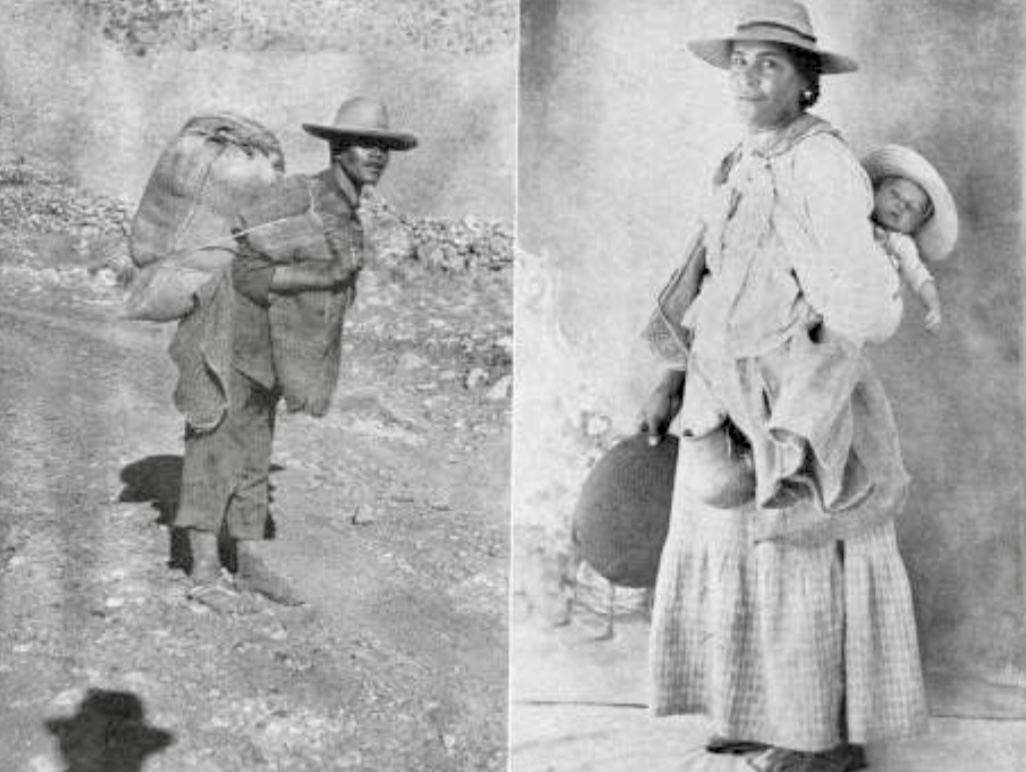
Indios mucuchíes

Por esta región vivían los indios mucuchíes, cuyo primer contacto con los españoles ocurrió en 1559 cuando el capitán Fernando Cerrada, quien era teniente de Juan Maldonado, llegó a estas tierras andinas. Como muchos asentamientos de la zona, originalmente fue un pueblo de doctrina, en un principio administrada por los dominicos y luego por los agustinos. Su primera fundación se remonta a 1586 por el capitán Bartolomé Gil Naranjo con los indígenas que había logrado reunir el padre agustino Bartolomé Díaz, en ese entonces se le dio el nombre de San Sebastián. En 1620 hubo otro intento de fundación por Vásquez de Cisneros con las encomiendas que habían sido asignadas a Miguel Trejo, Juan de Carvajal (fundador de El Tocuyo), Antonio de Aranguren, Pedro Álvarez de Castrellón y Diego de Monsalve. Los indios se dispersaron y el pueblo prácticamente desapareció hasta que en 1626, el Visitador de la provincia de Mérida, Pedro de Menas Albás y Toledo refundó el pueblo con el nombre de Santa Lucía de Mucuchíes.
Entre los más ilustres de sus hijos está el Cardenal José Humberto Quintero Parra.